# 中國輸出入銀行
中國輸出入銀行（簡稱中輸銀、輸出入銀行、輸銀），是依據《中國輸出入銀行條例》，在中華民國財政部監管下所設立的國營之輸出入信用專業銀行，因此，每年的年度經營預算都需經立法院審議後方可執行，該銀行設立的主要目的是配合政府經貿政策，為國內廠商提供進出口授信與輸出保險等金融保險支援，積極協助廠商拓展對外貿易與海外投資，特別是對於新興市場及高政經風險國家或地區的拓銷，輸銀為協助廠商搶得先機，亦有提供政策性輸出保險的服務。

## 沿革
- 1978年（民國67年）7月：立法院三讀通過《中國輸出入銀行條例》，財政部準備中國輸出入銀行籌設事宜。
- 1979年（民國68年）1月：中國輸出入銀行成立。
- 2009年（民國98年）6月：新竹分行成立。
- 2015年（民國104年）3月：台南分行成立。
- 2016年（民國105年）：分三年增資新臺幣200億元，擴大銀行業務的承作能量，以利台商的外銷拓展[4]。
- 2017年（民國106年）4月：與尼加拉瓜中美洲銀行（Banco de America Central S.A.）簽約成立基金，總額度500萬美元，提供尼加拉瓜進口商融資以採購台灣產品[5]。

## 業務、商品

### 海外投資保險
中國輸出入銀行提供本國公司海外投資的保險。提供條件為：
1. 本國公司
2. 經主管機關「經濟部投資審議委員會」核准（或核備）的對外投資案件
3. 取得被投資國許可（或與國外政府機構交易）。

## 關聯事業
- 臺北外匯
- 臺灣金聯資產管理
- 財金資訊

## 外部連結
- 中國輸出入銀行（页面存档备份，存于）（繁體中文）（英文）